# Spata-Artemida
Spata-Artemida (Grieks: Σπάτα-Αρτέμιδα) is sedert 2011 een fusiegemeente (dimos) in de Griekse bestuurlijke regio (periferia) Attica.
De twee deelgemeenten (dimotiki enotita) van de fusiegemeente zijn:
- Artemida (Αρτέμιδα)
- Spata-Loutsa (Σπάτα-Λούτσα)